# Dowhe Połe (obwód zakarpacki)
Dowhe Połe (ukr. Довге Поле) – wieś na Ukrainie. Należy do rejonu użhorodzkiego w obwodzie zakarpackim i liczy 597 mieszkańców.